# Marcel Roșca
Marcel Roșca (ur. 18 października 1943) – rumuński strzelec sportowy. Srebrny medalista olimpijski z Meksyku.
Specjalizował się w strzelaniu z pistoletu. Największe sukcesy odniósł w konkurencji pistoletu szybkostrzelnego (Psz) na dystansie 25 metrów. Zawody w 1968 były jego drugimi igrzyskami olimpijskimi, debiutował w 1964 (szóste miejsce). W Meksyku zajął drugie miejsce, przegrywając jedynie z Polakiem Józefem Zapędzkim. W 1969 indywidualnie sięgnął po srebro mistrzostw Europy w tej konkurencji